# Аделаїда Еймс
Аделаїда Еймс (3 червня 1900 — 26 червня 1932) — американська астрономка, співробітниця Гарвардського університету, найбільш відома своєю роботою з детальних оглядів найяскравіших позагалактичних спіральних туманностей. Співавторка «Огляду зовнішніх галактик, яскравіших за тринадцяту зоряну величину», який пізніше став відомим як каталог Шеплі-Еймс.
Вона була сучасницею Сесілії Пейн-Гапошкіної та її найближчою подругою в обсерваторії. Еймс загинула в аварії на човні в 1932 році, — того ж року, коли був опублікований каталог Шеплі-Еймс. На момент смерті їй виповнилось лише 32 роки.

## Біографія
Еймс відвідувала Вассарський коледж з 1918 по 1922 рік, потім навчалась у Редкліффському коледжі, де невдовзі перед тим створили аспірантуру з астрономії. Під час навчання в коледжі вона мріяла стати журналісткою й писала для студентської газети Vassar Miscellany News. У січні 1923 року Еймс стала першою аспіранткою з астрономії в Обсерваторії Гарвардського коледжу. Еймс закінчила навчання в 1924 році як перша жінка зі ступенем магістра з астрономії в Редкліффі. Еймс була членкою Американського астрономічного товариства і була обрана до Міжнародного комітету з туманностей і скупчень у 1928 році. Вона була делегаткою конгресу Міжнародного астрономічного союзу (МАС) в Лейдені, Нідерланди, в 1928 році, а також секретаркою організаційного комітету наступного конгресу МАС, який відбувся в Гарварді в 1932 році. Спочатку вона планувала стати журналісткою, але не знайшла роботи в цій галузі й погодилася на роботу науковою співробітницею в Обсерваторії Гарвардського коледжу, і займала цю посаду до своєї смерті. Її робота була присвячена каталогізації галактик у сузір'ях Волосся Вероніки та Діви. У 1931 році завершений каталог включав близько 2800 об'єктів. Ця робота принесла їй членство в Комісії 28 МАС з туманностей і зоряних скупчень.

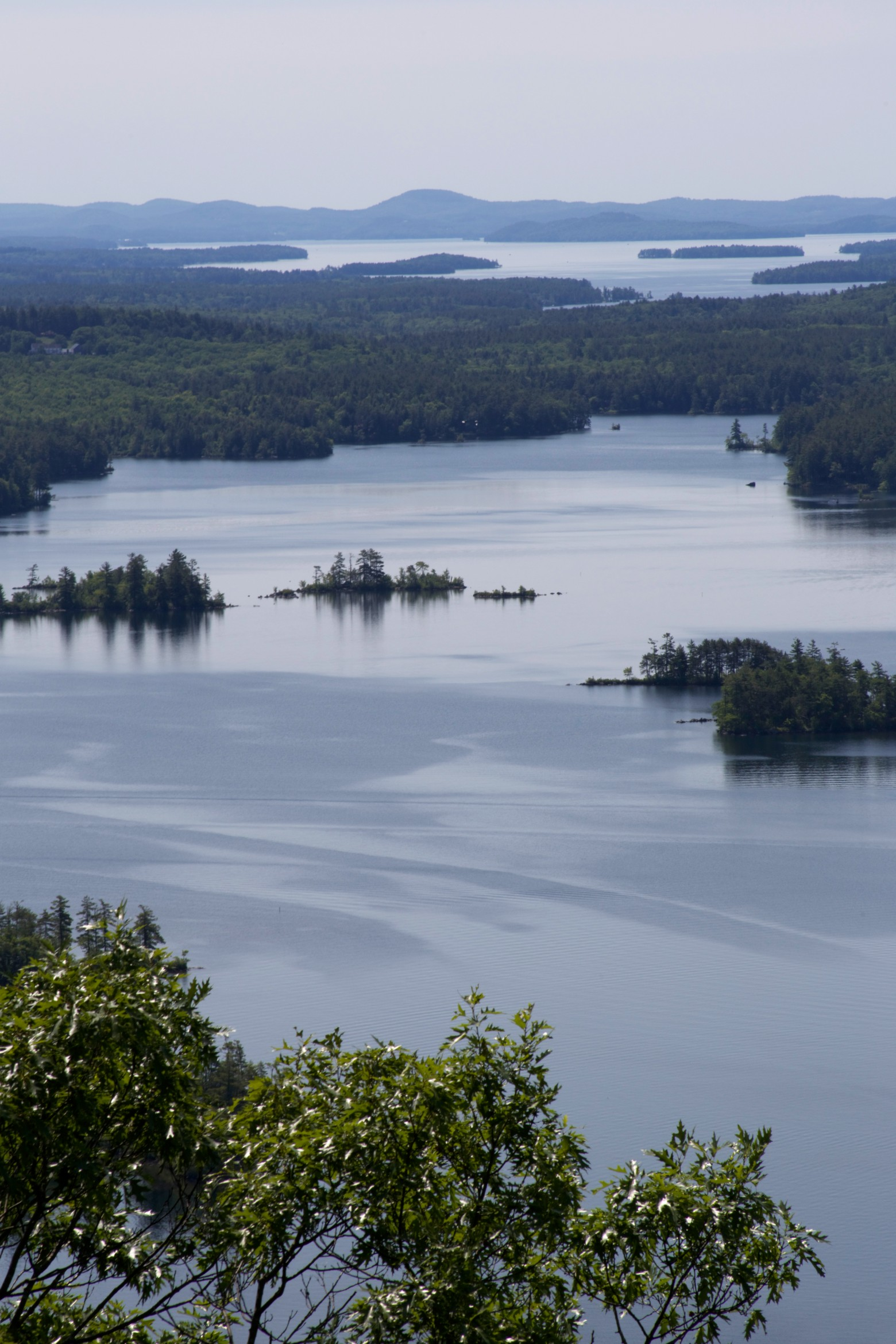
Озеро Сквам з висоти пташиного польоту

26 червня 1932 року, відпочиваючи на озері Сквам, Еймс з другом каталися по озеру на каное. Човен перекинувся, і Еймс потонула. Її тіло знайшли після десятиденних пошуків 5 липня 1932 року. Її поховали на Арлінгтонському національному цвинтарі.

## Дослідження в Гарварді
У 1921 році Гарлоу Шеплі став директором Обсерваторії Гарвардського коледжу, а незабаром після цього найняв Еймс в якості асистентки. Еймс була першою аспіранткою Шеплі, і з часом вона стала керувати науковою роботою своїх власних аспірантів. Початково її робота в Гарварді була зосереджена на ідентифікації об'єктів NGC/IC. У 1926 році вона та Шеплі опублікували кілька статей про форми, кольори та діаметри 103 галактик каталогу NGC. У 1930 році вона опублікувала «Каталог 2778 туманностей, включаючи групу Волосся Вероніки — Діва», в якому ідентифіковано 214 об'єктів NGC і 342 IC в області скупчення Діви.

### Каталог Шеплі-Еймс
Під час роботи в обсерваторії Гарвардського коледжу вона працювала разом з Гарлоу Шеплі над каталогом Шеплі-Еймс, в якому перераховані галактики, яскравіші за 13 зоряну величину. Спостерігаючи близько 1250 галактик, вони виявили надлишок галактик біля північного полюса Чумацького Шляху у порівнянні з областю біля його південного полюса. Ці результати були важливі, бо така нерівномірність розподілу галактик суперечила припущенню про ізотропію Всесвіту.